# Holroyd City
Koordinaten: 33° 50′ S, 150° 59′ O

Holroyd City war ein lokales Verwaltungsgebiet (LGA) im australischen Bundesstaat New South Wales. Holroyd gehörte zur Metropole Sydney, der Hauptstadt von New South Wales. Das Gebiet war 40 km² groß und hatte etwa 99.000 Einwohner. 2016 ging es in der Cumberland City und der City of Parramatta auf.
Holroyd lag östlich des Prospect Reservoirs etwa 24 km westlich des Stadtzentrums von Sydney. Das Gebiet beinhaltete 27 Stadtteile: Cardinal Gilroy Village, Girraween, Greystanes, Guildford West, Holroyd, Leawarra, Mays Hill, Merrylands West, Pemulwuy, Pendle Hill South, Sherwood Grange, South Wentworthville, Widemere, Woodpark und Teile von Granville, Guildford, Guildford North, Harris Park, Merrylands, Parramatta, Pendle Hill, Prospect, Smithfield, Toongabbie, Wentworthville, Westmead und Yennora. Der Verwaltungssitz des Councils befand sich im Stadtteil Merrylands am Ostrand der LGA.

## Verwaltung
Der Holroyd City Council hatte zwölf Mitglieder, die von den Bewohnern von vier Wards gewählt wurden (je drei aus North, South, East und West Ward). Diese vier Bezirke waren unabhängig von den Ortschaften festgelegt. Aus dem Kreis der Councillor rekrutierte sich auch der Mayor (Bürgermeister) des Councils.